# 1998-as UEFA-kupa-döntő
Az 1998-as UEFA-kupa-döntő 1998. május 6-án került megrendezésre két olasz csapat az Internazionale és a Lazio között.
A mérkőzést az Internazionale nyerte 3–0-ra és hódította el az UEFA-kupát.
Ez volt az első olyan döntő, amikor előre kijelölt helyszínen, egy mérkőzés döntött a kupa sorsáról.

## Részletek

### A döntő részletei
| 1998. május 6. |

| Internazionale                      | 3–0         | Lazio |
| ----------------------------------- | ----------- | ----- |
| Zamorano 5' Zanetti 60' Ronaldo 70' | Jegyzőkönyv |       |

| Parc des Princes, Párizs Nézőszám: 44 412 Játékvezető: Antonio López Nieto (Spanyolország) |

| Csapatszínek | Csapatszínek | Csapatszínek |
| Csapatszínek |              |              |
| Csapatszínek |              |              |
|              |              |              |
| Inter        |              |              |

| Csapatszínek | Csapatszínek | Csapatszínek |
| Csapatszínek |              |              |
| Csapatszínek |              |              |
|              |              |              |
| Lazio        |              |              |

| INTER:       |    |                       |
|              |    |                       |
| GK           | 1  | Gianluca Pagliuca (C) |
| SW           | 7  | Salvatore Fresi       |
| CB           | 4  | Javier Zanetti        |
| CB           | 33 | Francesco Colonnese   |
| CB           | 16 | Taribo West 82′       |
| RM           | 6  | Youri Djorkaeff 68'   |
| CM           | 14 | Diego Simeone         |
| CM           | 8  | Aron Winter 68'       |
| LM           | 13 | Zé Elias              |
| CF           | 10 | Ronaldo               |
| CF           | 9  | Iván Zamorano 72'     |
| Cserék:      |    |                       |
| GK           | 12 | Andrea Mazzantini     |
| DF           | 24 | Luigi Sartor 72'      |
| DF           | 5  | Fabio Galante         |
| MF           | 15 | Benoît Cauet 68'      |
| MF           | 17 | Francesco Moriero 68' |
| FW           | 20 | Álvaro Recoba         |
| FW           | 25 | Nwankwo Kanu          |
| Vezetőedző:  |    |                       |
| Luigi Simoni |    |                       |

| LAZIO:              |    |                         |
|                     |    |                         |
| GK                  | 1  | Luca Marchegiani        |
| RB                  | 2  | Paolo Negro             |
| CB                  | 13 | Alessandro Nesta        |
| CB                  | 20 | Alessandro Grandoni 55' |
| LB                  | 5  | Giuseppe Favalli        |
| RM                  | 14 | Diego Fuser (C)         |
| CM                  | 23 | Giorgio Venturin 50'    |
| CM                  | 18 | Pavel Nedvěd            |
| LM                  | 21 | Vladimir Jugović        |
| CF                  | 9  | Pierluigi Casiraghi     |
| CF                  | 10 | Roberto Mancini         |
| Cserék:             |    |                         |
| DF                  | 17 | Guerino Gottardi 55'    |
| MF                  | 25 | Matías Almeyda 50' 89′  |
| GK                  | 22 | Marco Ballotta          |
| DF                  | 3  | Giovanni Lopez          |
| MF                  | 4  | Dario Marcolin          |
| FW                  | 7  | Roberto Rambaudi        |
| Vezetőedző:         |    |                         |
| Sven-Göran Eriksson |    |                         |

## Lásd még
- 1997–1998-as UEFA-kupa